# Am Sklavenmarkt
Pour plus de détails, voir Fiche technique et Distribution.
Am Sklavenmarkt (Au marché aux esclaves) est un film pornographique autrichien de 1907 réalisé par Johann Schwarzer (1880-1914) dans son studio de cinéma Saturn-Film (de). Le film fait 50 mètres.

## Synopsis
Un pacha est assis sur un tapis devant une tente ronde, fumant sa pipe à eau, prêt à acheter de nouvelles esclaves. Son serviteur appelle le marchand et deux sbires qui amènent quatre filles en burnous. La première est entièrement déshabillée et envoyée dans la tente, la deuxième est mise seins nus puis envoyée dans la tente et la troisième est déshabillée de force par un des sbires et entre à son tour dans la tente. La dernière, apparemment plus jeune, est renvoyée par le pacha après avoir montré ses petits seins fermes. Après le traditionnel marchandage sur le prix, le marchand s'en va heureux.

## Fiche technique
- Titre original : Am Sklavenmarkt (Au marché aux esclaves)
- Scénario et réalisation : Johann Schwarzer
- Production :
- Photographie :
- Costumes :
- Musique :
- Format : Noir et blanc - Muet
- Genre: film pornographique
- Durée : 50 mètres
- Année : 1907